# Diapetimorpha vindicator
Diapetimorpha vindicator là một loài tò vò trong họ Ichneumonidae.